# 10774 Eisenach
10774 Eisenach (1991 AS2) là một tiểu hành tinh vành đai chính được phát hiện ngày 15 tháng 1 năm 1991 bởi F. Borngen ở Tautenburg. Nó được đặt theo tên the German town thuộc Eisenach.